# جون تاكر كامبل
جون تاكر كامبل (بالإنجليزية: John Tucker Campbell)‏ هو سياسي أمريكي، ولد في 12 ديسمبر 1912 في كالهون في الولايات المتحدة، وتوفي في 26 أغسطس 1991 في كولومبيا في الولايات المتحدة. حزبياً، نشط في الحزب الديمقراطي.